# مجله شیوه
مجله شیوه یکی از نشریات تخصصی هنر در ایران است که با فاصلهٔ زمانی دو ماه یک‌بار در تهران منتشر می‌شود. انتشار این مجله صاحب‌امتیازی خانه هنرمندان ایران که در زمستان ۱۳۹۵ شمسی شروع به کار کرد. به‌طور میانگین ماهنامه دارای سرتیترهای ثابت سینما، تئاتر، تجسمی، ادبیات، موسیقی و معماری است. اولین شماره ماهنامه شیوه در زمستان ۱۳۹۵  شمسی به چاپ رسید.